# Carl Leopold Berggren
Carl Leopold Berggren, född den 3 november 1830 i Kville, död den 16 januari 1915 i Göteborg, var en svensk grosshandlare och fabrikör, verksam i Göteborg.

## Biografi
Föräldrar var prosten i Kville socken Johan Adolf Berggren och Sophia Mathilda Lindquist. Efter avslutade studier vid en tysk privatskola, Göteborgs realgymnasium och Göteborgs handelsinstitut fick han anställning vid handelskontor i Göteborg. Redan 1858 grundade han den egna grosshandelsfirman C.L. Berggren som exporterade järn- och trävaror samt importerade bland annat mjöl och kolonialvaror. Snart övergick man emellertid till export och import av spannmål. På 1860-talet började Berggren som den förste i landet att exportera kreatur till London. Frakterna skedde med särskilt inredda ångare, men fick avslutas då nytillkomna djurskyddsbestämmelser i Storbritannien lade hinder i vägen.
Berggren startade följande industriföretag, där han var störste aktieägare:
- Kongelfs Glasbruks AB, som tillverkade vinbuteljer och flaskor. Bildat 1874, där Berggren var verkställande direktör.
- Göteborgs Kexfabriks AB grundades 1888 och tillverkade kex efter engelskt mönster.
- Bark & Warburgs Förnyade AB, grundades 1888 och hade fabriker för träförädling i Majorna.

Berggren gifte sig 1874 med Ellen Birch, av engelskt ursprung och de fick både söner och döttrar. Han är begravd på Östra kyrkogården i Göteborg.